# モンキーモデル
モンキーモデル（Monkey model）とは、兵器を他国へ輸出する際に、意図的に性能を低下させたものを指す言葉。またはオリジナルより劣化したコピー兵器のことを指す。

## 沿革
冷戦時代の1980年代初頭、アメリカ合衆国へ亡命したGRU将校、ヴィクトル・スヴォーロフが西側諸国にモンキーモデルを紹介したことにより、その存在が明らかになり軍事用語の一つとなった。兵器を輸出する際、供与国に応じてスペックダウンやデチューンさせる手法は西側でも採られていたが、ソビエト連邦ではそれを意図的にかつ大規模に行っていた。
スペックダウンとしてのモンキーモデルの例としては、ソ連が東ヨーロッパや中東諸国等に大量に輸出・供与したT-72が有名である。本国仕様では複合装甲を使用している部位をモンキーモデルでは通常の鋼板にしたり、主砲の有効射程も短いものとなっていた。また、APFSDSは劣化ウランやタングステンではなく貫通力に劣る鋼鉄製のものにするなどの措置が取られていた。このため、一部の部品取りが不可能になるなど互換性に不都合も生じた。
シリアやイラクに輸出されたモンキーモデルのT-72は、1982年のイスラエルのレバノン侵攻においてイスラエルのメルカバMk.1に撃破されたほか、1991年の湾岸戦争においてはアメリカのM1エイブラムス、イギリスのチャレンジャー1などにほぼ一方的に撃破されている。
これらの戦争が原因でソ連（ロシア）製戦車の需要が大きく落ち込んだため、T-72の後継であるT-90の輸出の際は「モンキーモデルは作らない」と明言。ロシア連邦軍と同等、或いはそれ以上の仕様で輸出しているとされる。
MiG-23の前期型についても、中東・アフリカなどの第三世界諸国向けの輸出型であるMiG-23M(E)やMiG-23MSは、ソ連軍仕様のMiG-23Mやワルシャワ条約機構軍仕様のMiG-23MFと比較して、索敵能力や攻撃能力が大きく低下させられている。レーダーはMiG-21後期型と同型のRP-21サプフィールもしくはRP-22SMであるためセミアクティブ・レーダー・ホーミング誘導方式のR-23Rの運用能力を事実上省略されていた（赤外線追尾方式のR-23Tは運用可能）ほか、機首下部のIRSTも搭載されていなかった。
2025年、アメリカのドナルド・トランプ大統領は、次世代戦闘機（F-47）の開発契約をボーイングとの間で結ぶことを発表。この中で同盟国からの購入希望があると説明し、「10％ほど性能を落としたものにしたい。いつか同盟国でなくなるかもしれないからだ」として、事実上のモンキーモデルの計画を示した。

## 背景
輸出時に本国仕様に比べて意図的に性能を低下させるのは主に以下の理由があげられる。
- 兵器開発において自国の優位性を保持したい場合。
- 輸出相手国が他の国と交戦時に鹵獲されたり、自国から離反した場合に、先端技術の流出を防止するため。
- 現地情勢の流動化・過激化を防止するための政治的配慮。

ただし、輸出相手国によっては、本国仕様で調達できる保守部品が相手国にとって高額であったり、相手国が保守整備に技能の高い要員を充当できない、気候が過酷で繊細な構成品を用いることが適当でないなど、必ずしも輸出国側の一方的な戦略だけでなく、輸入側の事情と双方にとって都合の良い面もある。
また、兵器の運用上、本国仕様で要求される仕様が相手国においては求められない場合があり、この場合も結果としてカタログ上では性能低下に至る場合がある。これらについては、フランスからイスラエルへの輸出の際に繊細な一部の電子装備を省略した代わりに燃料・爆弾等の搭載量を増加させたミラージュ5や、ロシアからインドに輸出される際にTShU-1-7「シュトーラ」を装備から外した代わりに、起伏の激しい土地での運用を考慮しロシア本国仕様よりも高出力のエンジンを搭載したT-90などがある。これらは一概に性能を低下させたとはいえないため、いずれもモンキーモデルとはされていない。
なおアメリカの場合、無償で供与する兵器はF-5戦闘機、F-20のような供与専用の兵器を開発するか、F-16/79のように旧式のエンジンに換装した機種を開発したり、自軍で余剰化した旧式兵器を供与するのが一般的である。

## 供与国の対応
モンキーモデルは自国で兵器開発能力のない国、または自国の影響を与えたい国に対して輸出される物だが、オリジナルの兵器より性能が落ちるため、輸入した国は自国で独自改修を施す場合もある。しかし改修を加えたとしても兵器開発能力のない国で行われた改変では元になっている兵器の性能より劣っている場合が多い。